# Seti (Zone)
Seti (Nepali सेती अञ्चल Seti Anchal) war eine der 14 ehemaligen Verwaltungszonen des Staates Nepal.
Sie war nach dem Fluss Seti, Nebenfluss der Karnali (Oberlauf der Ghaghara), benannt und lag in der Entwicklungsregion Fernwest. Verwaltungssitz war Dipayal Silgadhi.
Die Zone bestand aus 5 Distrikten:
- Achham
- Bajhang
- Bajura
- Doti
- Kailali

Durch die Verfassung vom 20. September 2015 und die daraus resultierende Neugliederung Nepals in Provinzen wurden die Distrikte dieser Zone der neugeschaffenen Provinz Sudurpashchim (anfangs Provinz Nr. 7) zugeordnet.